# Šamši-Adad IV.
Šamši-Adad IV. (Schamschi-Adad) war von 1054 v. Chr. bis 1051 v. Chr. assyrischer König.
Er war ein Sohn des Königs Tiglat-pileser I. und usurpierte den Thron seines Neffen Eriba-Adad II. Vor der Machtergreifung hatte er sich in Karduniaš aufgehalten. Nach Šamši-Adads Tod wurde Aššur-nâṣir-apli I. König, der die 7. Dynastie von Aššur begründete.